# Vizela
Vizela é uma cidade portuguesa do Distrito de Braga e inserida na sub-região do Ave, que pertence à região do Norte.
É sede do Município de Vizela que tem uma área total de 24,70 km2, 23 896 habitantes em 2021 e uma densidade populacional de 967 habitantes por km2, subdividido em 12 freguesias. O município é limitado a norte e a oeste pelo município de Guimarães, a oeste por Santo Tirso a leste por Felgueiras e a sul por Lousada.
O ponto mais alto do município encontra-se no monte de São Bento das Pêras, a 473 metros de altitude.
Vizela pertence à rede das Cidades Cittaslow.

## História
O concelho foi criado em 24 de Maio de 1361, vindo a ser extinto em 3 de Fevereiro de 1408. Teve então a designação de Riba Vizela. O município foi restaurado em 16 de setembro de 1998, após várias décadas de reivindicação, por destacamento de 5 freguesias de Guimarães, 1 de Lousada e 1 de Felgueiras, sendo na mesma ocasião a sua sede elevada ao estatuto de cidade.
O município de Vizela é originalmente constituído pelas freguesias seguintes:
- Freguesia de São Miguel das Caldas de Vizela, a destacar do atual município de Guimarães;
- Freguesia de São João das Caldas de Vizela, a destacar do atual município de Guimarães;
- Freguesia de Infias, a destacar do atual município de Guimarães;
- Freguesia de Tagilde, a destacar do atual município de Guimarães;
- Freguesia de São Paio de Vizela, a destacar do atual município de Guimarães;
- Freguesia de Santa Eulália de Barrosas, a destacar do atual município de Lousada;
- Freguesia de Santo Adrião de Vizela, a destacar do atual município de Felgueiras.

Em agosto de 2000, ocorreu um surto de doença dos Legionários em Vizela. Um total de 11 pessoas infetadas com a doença, todas elas residentes em Vizela, foram admitidas no Hospital de Guimarães. Não ocorreram mortes. Todas as pessoas infetadas tinham estado na praça principal de Vizela na noite de 11 para 12 de agosto de 2000, local onde se estavam a realizar as festas anuais do município. Os investigadores descobriram que uma fonte decorativa localizada na praça foi a origem do surto.

## Feriado municipal
Por deliberações de 2003 da Câmara e da Assembleia Municipal de Vizela, foi aprovada a proposta de fixação do dia de feriado municipal a 19 de março.
A data das comemorações do feriado municipal tem sido objeto de alguma discussão, tendo sido amplamente discutidos, os dias 19 de março, dia da aprovação da criação do concelho de Vizela, e 11 de julho, dia de São Bento das Peras, Padroeiro de Vizela. Em 2020 foi planeada  realização de um referendo com a questão: "Concorda em manter a data do feriado municipal de Vizela no dia 19 de março em vez de a alterar para o dia 11 de julho?", mas foi adiado devido à pandemia Covid-19.
O referendo foi realizado em 8 de janeiro de 2022, tendo sido decidido continuar o feriado municipal a 19 de março.

## Evolução da População do Município
| Número de habitantes | Número de habitantes | Número de habitantes | Número de habitantes |
| -------------------- | -------------------- | -------------------- | -------------------- |
| 2001                 | 2011                 | 2021                 |                      |
| 22 595               | 23 736               | 23 896               |                      |

(Número de habitantes que tinham a residência oficial neste município à data em que os censos  se realizaram.)
|                | 2001   | 2011   | 2021   |
| 0-14 Anos      | 4 857  | 3 978  | 3 066  |
| 15-24 Anos     | 3 598  | 3 258  | 2 828  |
| 25-64 Anos     | 12 195 | 13 779 | 13 819 |
| = ou > 65 Anos | 1 945  | 2 721  | 4 183  |

## Freguesias

Freguesias do município de Vizela.

O município de Vizela está dividido em 5 freguesias:
| Freguesia                                | Residentes (2011) | Residentes (2021) |
| ---------------------------------------- | ----------------- | ----------------- |
| Caldas de Vizela (São Miguel e São João) | 10633             | 11072             |
| Infias                                   | 1840              | 1811              |
| Santa Eulália                            | 5619              | 5389              |
| Tagilde e Vizela (São Paio)              | 3364              | 3360              |
| Vizela (Santo Adrião)                    | 2280              | 2264              |
| Total                                    | 23736             | 23896             |

## Património
- Ponte Velha de Vizela
- Estátua da Vizela Romana
- Padrão Evocativo da Aliança Portugal-Inglaterra
- Santuário São Bento das Peras
- Capela da Nossa Senhora da Tocha
- Jardim Manuel Faria - Vizela
- Parque das Termas de Vizela

## Associativismo
Vizela é uma cidade fortemente marcada pelo associativismo, contando com diversas coletividades que desempenham um papel fundamental na dinamização cultural, desportiva, social e recreativa do concelho. Ao longo dos anos, o movimento associativo vizelense tem promovido a coesão social e a participação ativa da comunidade, sendo um reflexo da identidade local.
Entre as principais associações do concelho, destacam-se:
- Real Associação Humanitária dos Bombeiros Voluntários de Vizela – Instituição de socorro e proteção civil, essencial para a segurança da população.
- NAEP - Núcleo de Apoio Emocional e Psicológico – Instituição de cariz supramunicipal dedicada à saúde mental, bem-estar psicológico e inclusão social.
- Rotary Club de Vizela: Parte de uma rede global de líderes voluntários, esta associação dedica-se a ações humanitárias e ao desenvolvimento de projetos sociais que visam melhorar a qualidade de vida na comunidade local.
- Sociedade Filarmónica Vizelense – Banda filarmónica com um vasto historial na promoção da cultura musical.
- Casa do Povo de Vizela – Instituição de solidariedade social que desenvolve iniciativas culturais e recreativas.
- Associação Comercial e Industrial de Vizela – Representa e apoia o tecido empresarial local.
- Vizela nos Pés – Associação que organiza atividades ao ar livre, como caminhadas e eventos de contacto com a natureza.
- Grupo Folclórico de Vizela – Associação que preserva e divulga as tradições folclóricas e etnográficas da região.
- AIREV - Associação para a Integração e Reabilitação Social de Crianças e Jovens Deficientes de Vizela – Instituição que apoia crianças e jovens com deficiência, promovendo a sua inclusão na sociedade através de programas de reabilitação e desenvolvimento pessoal.
- Coração Azul – Associação juvenil dedicada ao apoio e proteção dos animais, desenvolvendo diversas atividades de sensibilização e intervenção na comunidade.
- Associação de Mergulho e Atividades Subaquáticas de Vizela – Focada na promoção e prática de atividades subaquáticas, esta associação oferece aos entusiastas do mergulho oportunidades de explorar o mundo submerso.

## Comunicação Social
- Digital de Vizela
- Rádio Vizela
- Vizela ao Minuto
- RVJornal[16]

## Política

### Eleições autárquicas[17]
| Data | %     | V     | %       | V       | %     | V     | %       | V       | %    | V    | %     | V    | %              | V         | %              | V    | %              | V       | %              | V  | Participação |                |
| Data | PS    | PS    | PPD/PSD | PPD/PSD | GCE   | GCE   | CDS-PP  | CDS-PP  | CDU  | CDU  | MPT   | MPT  | PCTP/MRPP      | PCTP/MRPP | BE             | BE   | PSD-CDS        | PSD-CDS | CH             | CH | Participação |                |
| ---- | ----- | ----- | ------- | ------- | ----- | ----- | ------- | ------- | ---- | ---- | ----- | ---- | -------------- | --------- | -------------- | ---- | -------------- | ------- | -------------- | -- | ------------ | -------------- |
| Data | 2001  | 50,76 | 5       | 25,58   | 2     | 10,05 | -       | 6,70    | -    | 2,97 | -     | 0,63 | -              | 0,56      | -              | 0,49 | -              |         |                |    |              | 72,67 / 100,00 |
| 2005 | 65,78 | 5     | CDS-PP  | CDS-PP  |       |       | PPD/PSD | PPD/PSD | 4,38 | -    |       |      |                |           | 3,99           | -    | 22,61          | 2       | 68,58 / 100,00 |    |              |                |
| 2009 | 49,12 | 4     | CDS-PP  | CDS-PP  | 3,33  | -     | PPD/PSD | PPD/PSD | 3,37 | -    | 42,21 | 3    | 69,35 / 100,00 |           |                |      |                |         |                |    |              |                |
| 2013 | 47,85 | 4     | CDS-PP  | CDS-PP  | 4,83  | -     | PPD/PSD | PPD/PSD | 3,18 | -    | 39,54 | 3    | 61,60 / 100,00 |           |                |      |                |         |                |    |              |                |
| 2017 | 27,01 | 2     | CDS-PP  | CDS-PP  | 38,79 | 3     | PPD/PSD | PPD/PSD | 2,02 | -    | 1,60  | -    | 27,18          | 2         | 68,18 / 100,00 |      |                |         |                |    |              |                |
| 2021 | 74,09 | 6     | CDS-PP  | CDS-PP  |       |       | PPD/PSD | PPD/PSD | 1,70 | -    | 1,66  | -    | 17,78          | 1         | 1,81           | -    | 64,27 / 100,00 |         |                |    |              |                |

#### Por freguesia
| Data | S. J. Caldas de Vizela | S. J. Caldas de Vizela | S. M. Caldas de Vizela | S. M. Caldas de Vizela | Infias | Infias  | Santa Eulália | Santa Eulália | Tagilde | Tagilde | São Paio de Vizela | São Paio de Vizela | Santo Adrião de Vizela | Santo Adrião de Vizela |
| ---- | ---------------------- | ---------------------- | ---------------------- | ---------------------- | ------ | ------- | ------------- | ------------- | ------- | ------- | ------------------ | ------------------ | ---------------------- | ---------------------- |
| 2001 |                        | GCE                    |                        | PS                     |        | PPD/PSD |               | PS            |         | PS      |                    | PS                 |                        | PPD/PSD                |
| 2005 |                        | PS                     |                        | PS                     |        | PS      |               | PS            |         | PS      |                    | PS                 |                        | PPD/PSD                |
| 2009 |                        | PS                     |                        | PS                     |        | PPD/PSD |               | PS            |         | PS      |                    | PS                 |                        | PPD/PSD                |

| Data | Caldas de Vizela | Caldas de Vizela | Infias | Infias  | Santa Eulália | Santa Eulália | Tagilde e Vizela (São Paio) | Tagilde e Vizela (São Paio) | Santo Adrião de Vizela | Santo Adrião de Vizela |
| ---- | ---------------- | ---------------- | ------ | ------- | ------------- | ------------- | --------------------------- | --------------------------- | ---------------------- | ---------------------- |
| 2013 |                  | PS               |        | PPD/PSD |               | PS            |                             | PS                          |                        | PPD/PSD                |
| 2017 |                  | GCE              |        | PPD/PSD |               | GCE           |                             | GCE                         |                        | PPD/PSD                |
| 2021 |                  | PS               |        | PS      |               | PS            |                             | PS                          |                        | PS                     |

### Eleições legislativas
| Ano  | %     | %     | %    | %    | %     | %    | %       | %     | %    | %     | %  |
| Ano  | PS    | PSD   | CDS  | CDU  | B.E.  | PAN  | PSD CDS | L     | CH   | IL    | AD |
| ---- | ----- | ----- | ---- | ---- | ----- | ---- | ------- | ----- | ---- | ----- | -- |
| 1999 | 64,88 | 20,78 | 5,89 | 5,12 | 0,77  |      |         |       |      |       |    |
| 2002 | 54,57 | 28,64 | 7,44 | 5,49 | 1,17  |      |         |       |      |       |    |
| 2005 | 62,67 | 17,59 | 4,40 | 4,84 | 5,46  |      |         |       |      |       |    |
| 2009 | 56,75 | 18,34 | 5,42 | 4,83 | 8,98  |      |         |       |      |       |    |
| 2011 | 50,60 | 26,37 | 6,96 | 4,85 | 4,85  | 0,46 |         |       |      |       |    |
| 2015 | 37,59 | CDS   | PSD  | 5,45 | 13,22 | 0,60 | 34,51   | 0,43  |      |       |    |
| 2019 | 46,11 | 23,90 | 2,77 | 3,66 | 11,32 | 2,62 |         | 0,54  | 0,45 | 0,99  |    |
| 2022 | 55,07 | 23,81 | 1,21 | 2,01 | 4,18  | 0,97 | 0,78    | 4,07  | 4,70 |       |    |
| 2024 | 38,30 | AD    | AD   | 1,65 | 4,57  | 1,40 | 2,10    | 16,57 | 6,37 | 23,12 |    |

## Gastronomia
O prato típico de Vizela é o Bacalhau de Vizela (Bacalhau à Zé do Pipo) que substituiu o Frango à Merendeiro. O doce típico é o famoso Pão de Ló Coberto de Vizela, bolinhol, vencedor das 7 maravilhas doces de Portugal.

## Desporto
O clube mais representativo da município é o FC Vizela que neste momento está na 1º divisão, embora também existam outros, como o Callidas Club, Desportivo Jorge Antunes, Vizelgolfe, S.Paio, Santo Adrião, Futebol Clube Tagilde , CCD Santa Eulália, CCRRB Infias CCR Montesinhos, etc.
Sendo que o Callidas Club é uma agremiação que actualmente aposta na formação de jogadores de Andebol, desenvolvendo importante actividade junto dos jovens quer no tempo de aulas, como em tempo de férias, em que podem participar nas diversas iniciativas de lazer e desporto bem como outras actividades de carácter lúdico.
O Desportivo Jorge Antunes, tem também um papel importante para o povo de Vizela, seja a nível cultural, seja principalmente a nível desportivo, em que o Futsal e o BTT são os desportos mais praticados, incluindo uma equipa feminina. Para além disso, desenvolve actividades recreativas e formativas com jovens quer em tempos de aulas quer nos tempos livres.
Em Vizela praticam-se vários desportos sendo que o futebol, andebol, mini-golfe, futsal, atletismo, ténis de mesa e ténis são os mais populares e que mais influência têm nos jovens vizelenses, que assim podem praticar desporto na sua terra.
Em 2019 é implementada a primeira ciclovia, uma ciclovia escolar, fruto do projeto vencedor do 1º Orçamento Participativo Jovem de Vizela, com o intuito de criar uma ligação entre a Estação de Comboios, Academia de Música, Escola Secundária de Caldas de Vizela e Escola Básica e Secundária de Infias.